# Clogher (County Tyrone)

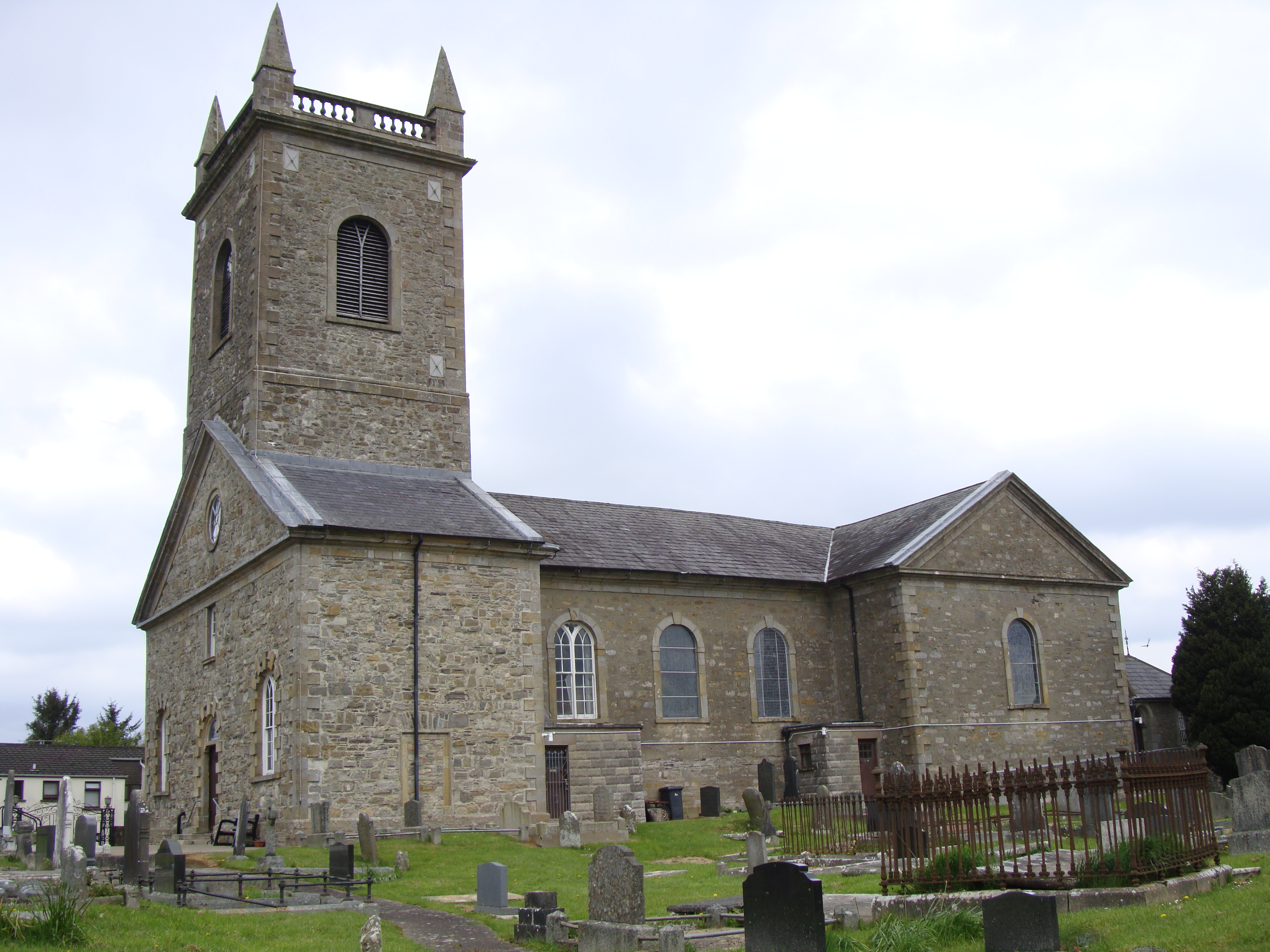
Anglikanische Cathedral of St Macartan (1744)

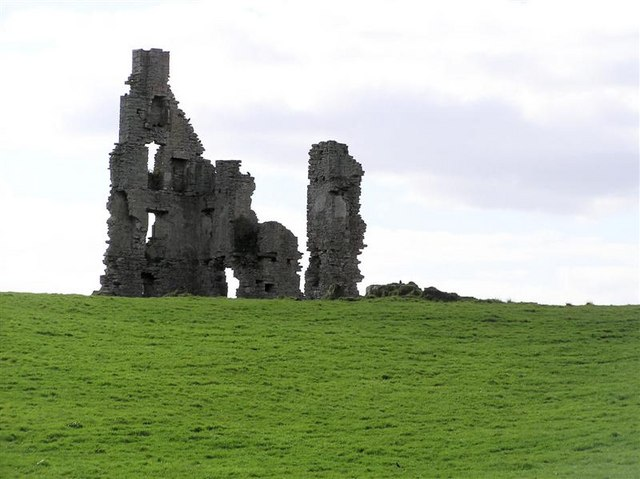
Aghintain Castle (17. Jh.)

Clogher ist eine dörfliche Civil Parish im County Tyrone in Nordirland. Nach der heutigen Verwaltungseinteilung gehört es zum Distrikt Mid Ulster, nach älterer Einteilung zu Dungannon and South Tyrone. Beim Census von 2011 wurden 717 Einwohner gezählt. Der Name ist gälisch und bedeutet steiniger Ort.
Clogher wurde um 490 vom heiligen Mac Cairthinn als Kloster und Bischofssitz gegründet. Seit 1041 ist diesem die örtliche Kathedralkirche geweiht. Nach mehreren Zerstörungen wurde das heutige Kirchengebäude 1744 in georgianischem Stil errichtet. Die St Macartan’s Cathedral ist eine der beiden Bischofskirchen des anglikanischen Bistums Clogher im Erzbistum Armagh. Die katholische St Patrick's Church in Clogher, ein moderner Rundbau, liegt zentraler und hat eine größere Grundfläche. 
Westlich des Dorfes ragt auf einem Feld im Townland Aghintain die schon stark reduzierte Ruine des Aghintain Castle (auch Aughintain) in die Höhe, 1618 errichtet und schon 1641 zerstört.
Auf einem Hügel südlich des Dorfes findet sich als Bodendenkmal das Hillfort von Clogher.
Der größte Teil des Dorfes liegt im Townland Clogher Tenements, die Kathedrale und das Hillfort im Townland Clogher Demesne.
Die andere der beiden Bischofskirchen des anglikanischen Bistums ist die Sankt-Macartin-Kathedrale in 32 km westsüdwestlich gelegenen Enniskillen, seit ihrer Kathedralweihe demselben Heiligen geweiht, in etwas anderer Schreibweise.

## Bistum Clogher
Die Bedeutung dieses Begriffs hat sich mit der Zeit gewandelt, und heute gibt es ein anglikanisches und ein katholisches Bistum dieses Namens.
Die erste Gründung fand um 490 statt. In der iroschottischen Kirche gab es keine scharfe Trennung zwischen dem Amt des Abtes und des Bischofs. In der Synode von Ráth Breasail wurde im Jahr 1111 unter der Leitung des päpstlichen Legaten Gillebert von Limerick (ʕ 1106–1140) die Kirchenorganisation in Irland gestrafft. Aus über fünfzig Bistümern wurden fünfundzwanzig. Eines davon war das Bistum Clogher, das in dieser Form bis zur Reformation bestand.
Bischof Hugh O’Carolan (ʕ 1535–1569) schloss sich 1542 der anglikanischen Kirche an, indem er die päpstliche Bestätigung ablegte und sich dafür eine königliche Bestätigung erteilen ließ. Daraufhin bestimmte Papst Paul III. 1547 Raymund MacMahon zum Nachfolger. Seither bestehen nebeneinander ein anglikanisches und ein katholisches Bistum Clogher. Letzteres hatte infolge der englischen Religionspolitik lange Zeit keinen festen Bischofssitz. Heute steht die üppig neugotische St Macartan's Cathedral des katholischen Bistums Clogher in Monaghan.